# 蒙叙莫内
蒙叙莫内（法語：Mont-sur-Monnet，法語發音：[mɔ̃ syʁ mɔnɛ]）是法国汝拉省的一个市镇，属于隆斯勒索涅区。

## 地理
与通常在法语地名中表示“在……河畔”之意的“sur”不同，该地名“Mont-sur-Monnet”中的“sur”意为“在……上方”，表示名为“蒙”（Mont）的该地与莫内（Monnet）的位置关系，并以“莫内上方的蒙”之名区分其他的“蒙”，且事实上在该地附近也并无“莫内河”存在。
蒙叙莫内（46°42'32"N, 5°50'13"E）面积19.93 平方千米，位于法国勃艮第-弗朗什-孔泰大區汝拉省，该省份为法国东部内陆省份，北起上索恩省，西北接科多尔省，西临索恩-卢瓦尔省，南至安省，东与杜省和瑞士接壤。
与蒙叙莫内接壤的市镇（或旧市镇、城区）包括：内村、丰特尼、卢勒、马里尼、莫内城、安河畔蒙蒂尼、萨夫洛。
蒙叙莫内的时区为UTC+01:00、UTC+02:00（夏令时）。

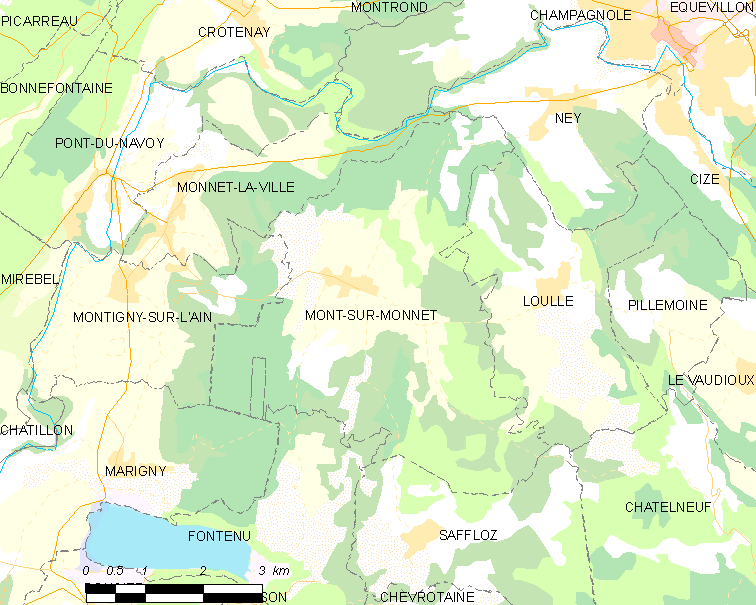
蒙叙莫内的OSM定位图

## 行政
蒙叙莫内的邮政编码为39300，INSEE市镇编码为39366。

## 政治
蒙叙莫内所属的省级选区为尚帕尼奥勒县。

## 人口

1962-2008年间蒙叙莫内人口变化图示

蒙叙莫内于2022年1月1日时的人口数量为203人。